# La Feuillée
La Feuillée (en bretó Ar Fouilhez) és un municipi francès, situat a la regió de Bretanya, al departament de Finisterre. L'any 2006 tenia 657 habitants.

## Demografia
| 1962                                       | 1968 | 1975 | 1982 | 1990 | 1999 |
| ------------------------------------------ | ---- | ---- | ---- | ---- | ---- |
| 901                                        | 781  | 691  | 619  | 555  | 604  |
| Des de 1962: població sense dobles comptes |      |      |      |      |      |

## Administració
| Període | Identitat     | Partit |
| ------- | ------------- | ------ |
| 2001-   | Yves Le Floch |        |